# Feartagar Castle
Feartagar Castle (auch Jennings Castle genannt, irisch Caisleán Fhearta Ghearr) ist ein Tower House auf einem Hügel etwa 2,3 km östlich des Dorfes Kilconly und etwa 8,4 km nordwestlich von Tuam im irischen County Galway. Feartagar Castle gilt als National Monument.

## Geschichte
Das Tower House wurde zwischen dem 15. und dem 17. Jahrhundert für die Familie De Burgos (auch Burkes oder de Búrca) gebaut. Diese waren Nachkommen von William de Burgh (ca. 1160–1205/1206), eines anglonormannischen Ritters und engen Freundes von König Johann von England, und regierten jahrhundertelang in Connacht. 1651, bei den Rückeroberung Irlands, wurden sie enteignet. Später kam die Burg in die Hände der Blakes aus Tuam und dann in die der Jennings.

## Beschreibung

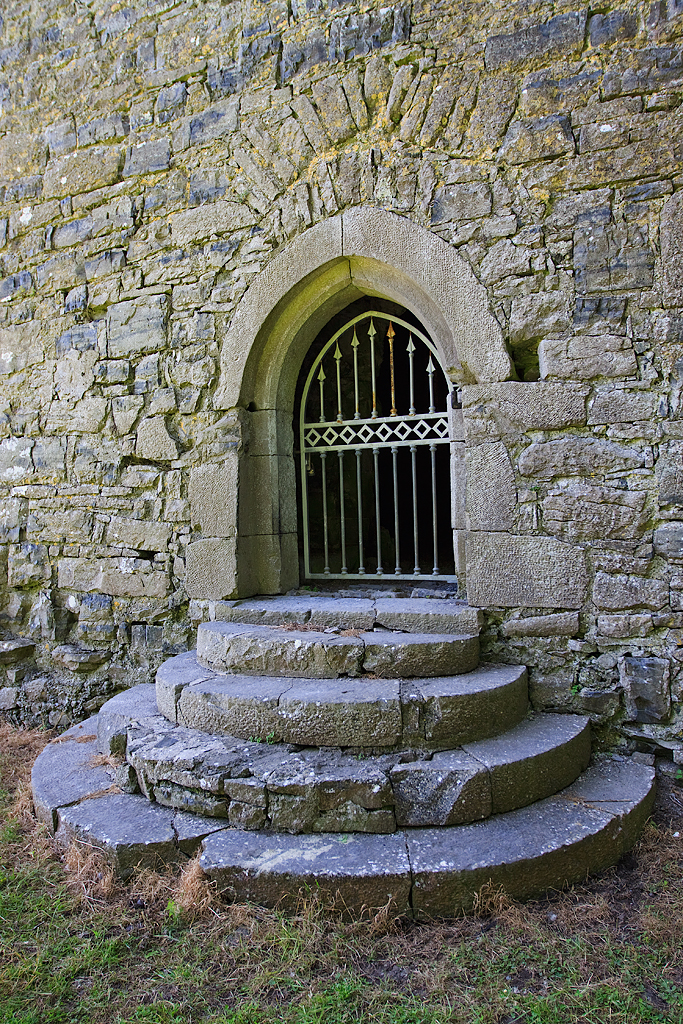
Eingangstor

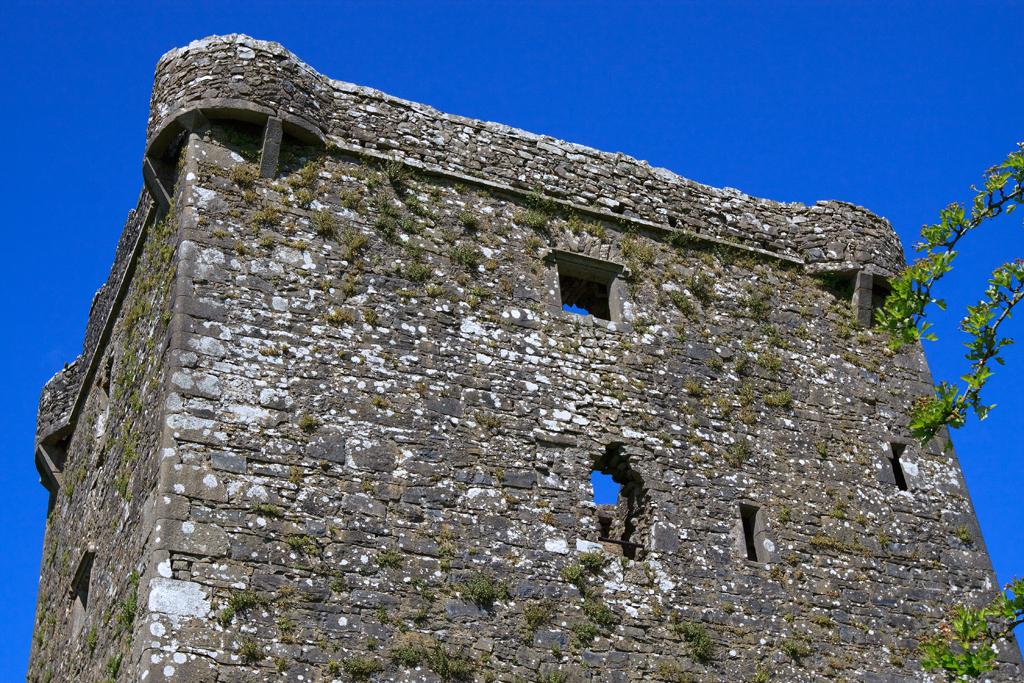
Scharwachttürme

Feartagar Castle hat fünf Stockwerke und eine Grundfläche von 12 Metern × 10 Metern. Es gibt an jeder Ecke einen Scharwachtturm, ein Maschikuli über dem Einfahrtstor und einen Aborterker. Das 1. Obergeschoss hat eine Gewölbedecke und in der Burg gibt es zwei steinerne Treppen.